# Алексеева, Галина Александровна
Гали́на Алекса́ндровна Алексе́ева (27 ноября 1947, Москва — 4 февраля 2024) — советская прыгунья в воду, трёхкратная чемпионка СССР (1964—1966) и призёр Олимпийских игр (1964). Мастер спорта СССР международного класса (1965). Заслуженный мастер спорта России (2003).

## Биография
Начала заниматься прыжками в воду в возрасте 11 лет в ВФСО «Динамо». На протяжении всей спортивной карьеры тренировалась под руководством Василия Северина.
Наиболее значимых результатов добилась в середине 1960-х годов, когда трижды становилась чемпионкой СССР в прыжках с 10-метровой вышки. В 1964 году была включена в состав сборной на Олимпийских играх в Токио и завоевала бронзовую медаль в той же дисциплине. Это была вторая в истории СССР олимпийская медаль в прыжках в воду после бронзы Нинель Крутовой в 1960 году. В дальнейшем участвовала в чемпионате Европы в Утрехте (1966) и Олимпийских играх в Мехико (1968).
В 1971 году завершила спортивную карьеру. В 1975 году окончила ГЦОЛИФК. В 1982—1987 годах работала методистом отдела физического воспитания в бассейне Дворца пионеров на Ленинских горах. С 1987 по 2006 год занималась тренерской деятельностью в бассейне Дворца творчества детей и молодёжи «Хорошёво». В 2001 году награждена почётным знаком ВФСО «Динамо» «За заслуги в спорте» II степени.

## Семья
- Геннадий Галкин (1934—1985) — муж, прыгун в воду, пятикратный чемпион СССР (1956, 1957, 1960, 1961, 1963) и призёр чемпионата Европы (1962).